# Leite de café

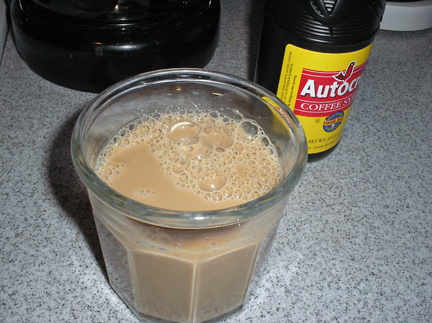
Leite de café

O leite de café é uma bebida feita de café com sabor de leite. É homólogo ao leite com chocolate, exceto que sua composição usa xarope de café em vez de chocolate. Este leite é a bebida oficial do estado de Rhode Island, nos Estados Unidos.

## História
O leite com café foi introduzido em Rhode Island no início dos anos 1930. Esta bebida surgiu no mercado a partir da ideia de alguns operadores de farmácia que tentavam atrair novos clientes com bebidas novas e inovadoras. Um desses operadores, cuja identidade se perdeu na história, adoçou as sobras de café com leite e açúcar, resultando em um cheiro de melaço que se tornou popular. Não demorou muito para que o leite com café se tornasse o preferido pelos residentes de Rhode Island e sudeste de Massachusetts e uma demanda por essa bebida surgisse. A procura foi tão grande que em 1993 bateu a Del Lemonade como a bebida oficial de Rhode Island.

## Disponibilidade
Na região da Nova Inglaterra, ele pode ser encontrado em armários de laticínios junto com bebidas lácteas com sabor, como chocolate , morango e baunilha, e é comum nos cardápios de bebidas de pequenos restaurantes. Essa bebida é difícil de encontrar fora da região da Nova Inglaterra, porém, viajantes que a procuram constantemente recebem equivocadamente café com leite. Uma marca bem conhecida de xarope de café é a "Autocrat" que também produz as marcas de xarope de café "Eclipse" e "Coffee Time" e está sediada em Lincoln, Rhode Island. Recentemente, o xarope está disponível até o sul da Flórida, mas com uma embalagem diferente. Ele carrega a marca de xarope "Coffee Time" e continua a ser fabricado pela Autocrat em Rhode Island .

## Linha do tempo
- 1930. Café com leite é lançado em Rhode Island, Nova York.
- 1932. A Silmo Packing Company de New Bedford, Massachusetts, começa a comercializar uma versão mais refinada, chamada "xarope de café", sob o nome de Silmo.
- 1938. Eclipse of Warwick começa a comercializar uma versão mais refinada do que estava sendo feito e chama-a novamente de "xarope de café". Seu lema era: "Você terá o gosto dele em seus lábios se for Eclipse."
- Em 1940, a empresa Autocrat of Lincoln começou a fazer sua própria mistura de xarope de milho e extrato de café. O lema que ele cunhou é: "Uma andorinha lhe dirá." Ambas as empresas, Autocrat e Eclipse, competem pelo negócio de xarope de café por quase cinquenta anos depois.
- 1991. A rivalidade entre Autocrat e Eclipse termina quando Autocrat compra a marca Eclipse e a fórmula secreta. Ambas as etiquetas foram produzidas pela Autocrat e estão disponíveis nas lojas.
- 1993. Depois de muito debate político, o estado de Rhode Island proclamou o leite com café "A bebida oficial do estado de Rhode Island" em 29 de julho de 1993. O Providence Journal-Bulletin cobriu a história.